# ماركوس فريمان (لاعب كرة قدم أمريكية)
ماركوس فريمان (بالإنجليزية: Marcus Freeman)‏ هو لاعب كرة قدم أمريكية أمريكي، ولد في 10 يناير 1986 في هوبر هايتس في الولايات المتحدة.